# Тэлли, Джералин
Джералин Тэлли (англ. Jeralean Talley; 23 мая 1899, Монтроуз, Джорджия, США — 17 июня 2015, Инкстер, Мичиган, США) — американская долгожительница, после смерти Элси Томпсон самая пожилая полностью верифицированная жительница США с 21 марта 2013 года по 4 июля 2014 года. Также являлась самой пожилой из полностью верифицированных афроамериканок после смерти Луизианы Хайнс с 1 февраля 2013 года по 17 июня 2015 года. С 4 июля 2014 года по 1 апреля 2015 года она являлась третьим старейшим живущим полностью верифицированным человеком в мире. С 1 по 6 апреля 2015 года была вторым из старейших живущих полностью верифицированных людей в мире, а с 6 апреля 2015 года, после смерти Гертруды Уивер, становилась старейшим жителем Земли. Джералин Телли являлась предпоследней верифицированной афроамериканкой, родившейся в XIX веке.

## Биография
Джералин Курц родилась в городе Монтроуз, штат Джорджия. Была одной из 11 братьев и сестер, она с детства работала на ферме, занималась сбором хлопка, арахиса и сладкого картофеля. В 1935 году она переехала в Инкстер, штат Мичиган, и с тех пор проживала там. Через год она вышла замуж за Альфреда Тэлли (1893—1988), в их семье в 1937 году родилась дочь, Тельма Холлоуэй. Джералин и Альфред прожили вместе 52 года, прежде чем он умер 17 октября 1988 года в возрасте 95 лет.
Скончалась 17 июня 2015 года.

## Рекорды долголетия
- 4 декабря 2013 года вошла в число пятидесяти старейших верифицированных людей, живших когда-либо.
- 24 января 2014 года вошла в число сорока старейших верифицированных людей, живших когда-либо.
- 23 мая 2014 года стала 31-м верифицированным долгожителем, достигшим 115-летнего возраста.
- 31 мая 2014 года вошла в число тридцати старейших верифицированных людей, живших когда-либо.
- 10 августа 2014 года вошла в число двадцати пяти старейших верифицированных людей, живших когда-либо.
- С 26 октября 2014 года по 14 апреля 2019 года входила в число двадцати старейших верифицированных людей, живших когда-либо.
- 12 декабря 2014 года вошла в число пятнадцати старейших верифицированных женщин, живших когда-либо.
- 6 января 2015 года вошла в число пятнадцати старейших верифицированных людей, живших когда-либо.
- 6 апреля 2015 года, после смерти Гертруды Уивер, Тэлли стала старейшим жителем Земли[2][3].
- 8 апреля 2015 года стала двенадцатым из старейших верифицированных людей, живших когда-либо[4][5].
- 23 мая 2015 года Тэлли стала 12-м верифицированным долгожителем в истории, достигшим 116-летнего возраста.

## Увлечения и интересы
Она никогда не водила машину, сказав, что однажды попробовала, но нажала неправильно педали, и машина поехала в обратном направлении, а не двинулась вперед. После этого случая она больше никогда не садилась за руль.
По словам её дочери Тельмы, Джералин оставалась активной в пожилом возрасте, занимаясь пошивом платьев и одеял, играя в игровых автоматах и в казино. В возрасте 104 года её ноги стали ослабевать, но она по-прежнему отправлялась на ежегодные поездки на рыбалку со своим приятелем Майклом Кинлочем и его сыном Тайлером (который также является её крестником). В мае 2013 года, в возрасте 114 лет, она поймала 7 сомов. У неё трое внуков, 10 правнуков и 4 праправнука.
Помимо рыбной ловли, Тэлли любила смотреть Шоу Эллен ДеДженерес и «Колесо Фортуны», на телевидении, а также слушать по радио трансляцию соревнований по бейсболу. Её рацион питания включал в себя картофельный салат, булочки, мёд, куриные наггетсы и вэндис чили из Макдональдса. Воздерживалась от вина, предпочитая заваривать кофе.
Набожная христианка, член Новой Иерусалимской Миссионерской баптистской церкви, члены которой с любовью называли её «Мать Тэлли». В мае 2013 года, когда она праздновала свой 114-й день рождения, церковь устроила торжественное празднование по этому случаю. Тэлли также получила личное поздравительное письмо от президента Барака Обамы, который писал, что она является «частью уникального поколения».
Она жила под девизом: «относитесь к другим так, как вы хотите, чтобы относились к вам». Также известна своей мудростью и остроумием, когда спрашивали её совета, она советовала людям использовать здравый смысл, говоря: «Я не получила достаточного образования, но то, что у меня есть, я пытаюсь использовать».